# Ishgum-Addu
Ishgum-Addu (Išgum-Addu) o potser Išqun-Dagan va ser un governant de la ciutat de Mari, a l'antiga Mesopotàmia, una ciutat dedicada al comerç situada al curs mitjà de l'Eufrates. El seu càrrec tenia el nom de shakkanakku o governador militar.
Va governar durant vuit anys, quan ja havia caigut l'Imperi Accadi. Va tenir un fill, de nom Apilkin que va governar després d'ell. El nom d'Ishgum-Addu consta a les llistes dels shakkanakku de Mari després d'Ishtub-El, però no hi ha constància d'ell en cap altra inscripció.